# Серпневі кити
«Серпневі кити» (англ. The Whales of August) — американський кінофільм режисера Ліндсі Андерсона, що вийшов 1987 року. Сценарій написаний драматургом Девідом Беррі (1943—2016) на основі власної однойменної п'єси (1978). Фільм відомий ще й тим, що головні ролі у ньому виконали дев'яносторічна Ліліан Гіш та вісімдесятирічна Бетті Девіс.

## Сюжет
Дві сестри-вдови з Філадельфії проводять літо на острові біля узбережжя штату Мен. У дні їхньої молодості кожного серпня тут з'являлися кити, але їх уже багато років не бачили. Сестри згадують минуле, що приховує непорозуміння і гіркоту, які накопичилися за довге життя. Ліббі після смерті чоловіка змінилася, вона здатна завдати болю оточуючим своєю суворістю. Але вона не може подбати про себе через сліпоту, і тому все господарство лежить на плечах живої і дбайливої Сари. У фільмі показано один день з життя цих жінок.

## У ролях
| Актор               | Роль              |
| ------------------- | ----------------- |
| Ліліан Гіш          | Сара Вебер        |
| Бетті Девіс         | Ліббі Стронг      |
| Вінсент Прайс       | Ніколас Маранов   |
| Енн Сотерн          | Тіша Доті         |
| Гаррі Кері-молодший | Джошуа Брекетт    |
| Френк Граймз        | містер Беквіт     |
| Маргарет Ледд       | Ліббі у молодості |
| Тіша Стерлінг       | Тіша у молодості  |
| Мері Стінберген     | Сара у молодості  |

## Нагороди та номінації
- 1987 — премія Національної ради кінокритиків США за найкращу жіночу роль (Ліліан Гіш).
- 1988 — номінація на премію Оскар за найкращу жіночу роль другого плану (Енн Сотерн).
- 1988 — три номінації на премію Незалежний дух: найкраща жіноча роль (Ліліан Гіш), найкраща жіноча роль другого плану (Енн Сотерн), найкраща чоловіча роль другого плану (Вінсент Прайс).